# Гусева (Иркутская область)
Гу́сева — заимка в Черемховском районе Иркутской области России. Входит в состав Нижнеиретского муниципального образования.

## География
Заимка находится на расстоянии примерно 69 км к юго-западу от города Черемхово, административного центра района.

## Население
| 2002 | 2010 | 2011 | 2012 |
| ---- | ---- | ---- | ---- |
| 53   | ↗55  | →55  | →55  |

## Улицы
В селе имеются две улицы: Береговая и Строительная.